# Devin Ratray
Devin Ratray (* 11. Januar 1977 in New York City) ist ein US-amerikanischer Schauspieler. Bekannt wurde er vor allem durch seine Rolle des Buzz McCallister in den Kinofilmen Kevin – Allein zu Haus und Kevin – Allein in New York.

## Leben
Ratray wurde in New York City als Sohn von Ann Willis und Peter Ratray geboren. Seine erste Filmrolle übernahm er 1986 im Alter von neun Jahren in dem Film Grenzenloses Leid einer Mutter. Anschließend spielte er in verschiedenen Serien und Filmen mit, bis er 1990 als Buzz McCallister in dem Kinofilm Kevin – Allein zu Haus erstmals einem breiteren Publikum bekannt wurde. Sein fieses Verhalten  gegenüber seinem von Macaulay Culkin gespielten, jüngeren Bruder wird im Film vor allem durch seine Größe zum Ausdruck gebracht. Schon damals, im Alter von 13 Jahren, hatte er (obwohl nicht ausgewachsen) bereits die Größe eines durchschnittlichen erwachsenen US-Amerikaners. Die Rolle des Buzz spielte er erneut 1992 in Kevin – Allein in New York und 2021 in Nicht schon wieder allein zu Haus (als inzwischen erwachsener Polizist).
Ratray landete anschließend kleinere Erfolge mit der Rolle des Mickey in dem Kinofilm Dennis (1993) und als Martin in einer Episode der Serie New York Undercover (1996). In der Filmkomödie Der Prinz & ich war er 2004 in einer Nebenrolle als Scotty, der computerbesessene Zimmergenosse des dänischen Prinzen, zu sehen. Weitere Rollen in Kinofilmen wie R.I.P.D. oder Nebraska (beide 2013) waren eher kleiner Natur. Ratray tritt bis heute in einer Vielzahl von beliebten US-amerikanischen Fernsehserien auf, so etwa 2006 in Law & Order als geisteskranker Mörder Richard Elam. Von 2016 bis 2019 hatte er in der Amazon-Serie The Tick eine regelmäßige Nebenrolle als Tinfoil Kevin.

## Filmografie (Auswahl)

### Filme
- 1986: Grenzenloses Leid einer Mutter (Where Are the Children?)
- 1987: Besuchen Sie Europa! (If It's Tuesday, It Still Must Be Belgium; Fernsehfilm)
- 1988: Hoggy, Oskar und der tote Briefkasten (Zits)
- 1988: Good Old Boy: A Delta Boyhood
- 1989: Kleine Monster (Little Monsters)
- 1989: Drei Betten für einen Junggesellen (Worth Winning)
- 1990: Kevin – Allein zu Haus (Home Alone)
- 1991: Perfect Harmony (Fernsehfilm)
- 1992: Kevin – Allein in New York (Home Alone 2: Lost in New York)
- 1993: Dennis (Dennis the Menace)
- 1997: Strong Island Boys
- 2001: The Bill (Kurzfilm)
- 2004: Der Prinz & ich (The Prince & Me)
- 2006: Slippery Slope
- 2007: Serial
- 2009: The 2 Bobs
- 2009: Surrogates – Mein zweites Ich (Surrogates)
- 2011: Elevator – Der Feind in meinem Fahrstuhl (Elevator)
- 2013: R.I.P.D.
- 2013: Nebraska
- 2013: Blue Ruin
- 2016: The Lennon Report
- 2016: Masterminds: Minimaler IQ, maximale Beute (Masterminds)
- 2017: Girls’ Night Out (Rough Night)
- 2019: Hustlers
- 2021: Nicht schon wieder allein zu Haus (Home Sweet Home Alone)
- 2022: Kimi

### Fernsehserien
- 1989: Heartland (10 Folgen)
- 1995/2006: Law & Order (2 Folgen)
- 1996: New York Undercover (Folge The Enforcers)
- 2002: Third Watch – Einsatz am Limit (Folge Ladies' Day)
- 2004: Criminal Intent – Verbrechen im Visier (Law & Order: Criminal Intent: In the Dark, Folge Tödlicher Abstieg)
- 2006: Conviction (Folge Denial)
- 2009: Supernatural (Folge The Real Ghostbusters)
- 2011: Law & Order: New York (Folge Possessed)
- 2013: Person of Interest (Folge The Passing)
- 2015: Marvel’s Agent Carter (2 Folgen)
- 2015: Elementary (Folge The View from Olympus)
- 2016–2019: The Tick (16 Folgen)
- 2017: Blue Bloods – Crime Scene New York (Folge Shadow of a Doubt)
- 2017–2018: Mosaic (7 Folgen)
- 2018: Hawaii Five-0 (Folge Kopi Wale No I Ka I'a A 'Eu No Ka Ilo)
- 2018: The Good Fight (Folge Day 485)
- 2018: Chicago Med (4 Folgen)
- 2019: Matrjoschka (Russian Doll, Folge The Great Escape)
- 2022: Better Call Saul (Folge Rein oder raus?)